# Karisöödi
Karisöödi – wieś w Estonii, w prowincji Võru, w gminie Mõniste.